# Шимун Хргович
Шимун Хргович (хорв. Šimun Hrgović, нар. 20 березня 2004, Вуковар, Хорватія) — хорватський футболіст, фланговий захисник клубу «Хайдук».

## Ігрова кар'єра

### Клубна
Займатися футболом Хргович почав у своєму рідному місті Вуковар. У 2013 році він приєднався до молодіжного складу клубу «Цибалія». Пізніше перебрався до «Хайдука». У 2023 році футболіста було внесено в заявку першої команди. І одразу для набору ігрової практики Хргович був відправлений в оренду до клубу Другої ліги «Солін».
12 листопада 2023 року у матчі проти «Вараждина» Хргович дебютував в національному чемпіонаті у складі «Хайдука».

### Збірна
З 2024 року Шимун Хргович почав грати в складі молодіжної збірної Хорватії.